# Барон Ридсдейл
Барон Ридсдейл  из Ридсдейла в графстве Нортумберленд — наследственный титул, созданный дважды в британской истории в системе пэрства Соединённого королевства.

## История

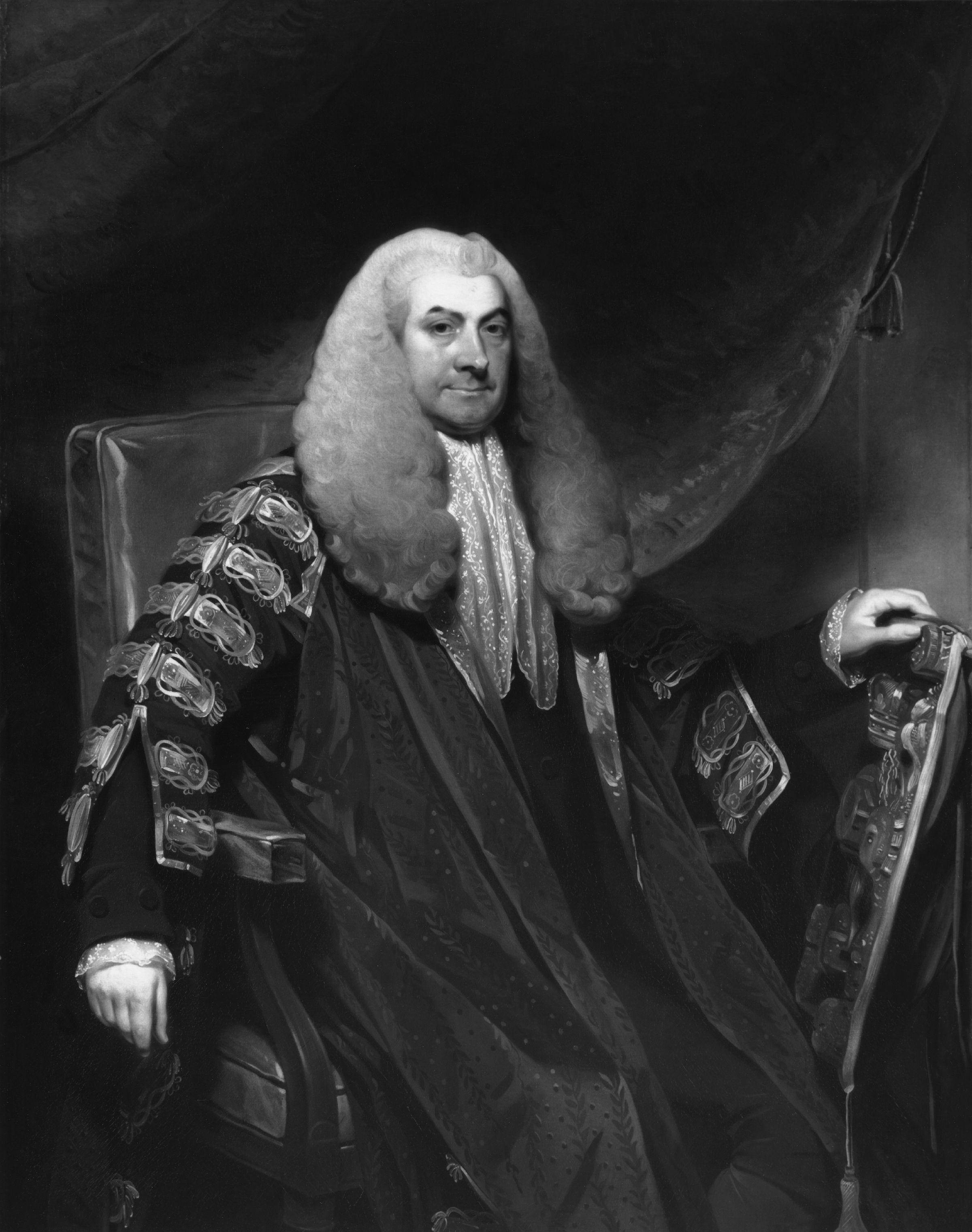
Джон Фримен-Митфорд, 1-й барон Ридсдейл (1748—1830). Портрет кисти сэра Мартина Арчера Ши. Ок. 1802

Впервые он был создан 15 февраля 1802 года для адвоката и политического деятеля сэра Джона Фримена-Митфорда (1748—1830). Он был депутатом Палаты общин Великобритании от Бере Олстона (1788—1799) и Восточного Лоо (1799—1801, 1801—1802), генеральным солиситором (1793—1799), генеральным атторнеем (1799—1801), спикером Палаты общин в 1801—1802 годах и лордом-канцлером Ирландии (1802—1806). Его единственный сын, Джон Томас Фримен-Митфорд, 2-й барон Ридсдейл (1805—1886), служил в качестве председателя комитетов в Палате лордов (1851—1886). 3 января 1877 года для него был создан титул графа Ридсдейла  в графстве Нортумберленд (Пэрство Соединённого королевства). Лорд Ридсдейл никогда не был женат, после его смерти в 1886 году оба титула прервались. Граф Ридсдейл завещал свои имения родственнику — дипломату, политику и писателю сэру Элджернону Фримену-Митфорду (1837—1916), который был правнуком историка Уильяма Митфорда, старшего брата Джона Фримена-Митфолрда, 1-го барона Ридсдейла.
22 июля 1902 года баронский титул был возрожден для вышеупомянутого Элджернона Фримена-Митфорда, который получил титул барона Ридсдейла  из Ридсдейла в графстве Нортумберленд. Он заседал в Палате общин Великобритании от Стратфорд-апон-Эйвона (1892—1895). Его преемником стал второй сын, Дэвид Бертрам Огилви Фримен-Митфорд, 2-й барон Ридсдейл (1878—1958), который был известен в основном как отец знаменитых сестёр Митфорд. Он был также членом Правого клуба, основанного Арчибальдом Моулом-Рамсеем (1894—1955). Его единственный сын — майор, достопочтенный Томас Митфорд (1909—1945), был убит в бою в Бирме в 1945 году. Ему наследовал его младший брат, Бертрам Томас Карлейл Фримен-Митфорд, 3-й барон Ридсдейл (1880—1962). Он был высшим шерифом Оксфордшира в 1935 году. В 1962 году после смерти бездетного 3-го барона титул перешел к его младшему брату, Джону Пауэру Бертраму Огилви Фримену-Митфорду, 4-му барону Ридсдейлу (1885—1963). Он также был бездетным, ему наследовал его племянник, Клемент Нейпир Бертрам Митфорд, 5-й барон Ридсдейл (1932—1991). Он был сыном достопочтенного Эрнеста Бертрама Огилви Фримена-Митфорда, пятого сына 1-го барона.
По состоянию на 2010 год носителем титула являлся сын пятого барона, Руперт Бертрам Митфорд, 6-й барон Ридсдейл (род. в 1967), который стал преемником своего отца в 1991 году. Он либеральный демократ, который в 2000 году стал самым молодым пожизненным пэром в Палате лордов как барон Митфорд  из Ридсдейла в графстве Нортумберленд.

## Бароны Ридсдейл, первая креация (1802)
- 1802—1830: Джон Фримен-Митфорд, 1-й барон Ридсдейл  (18 августа 1748 — 16 января 1830), младший сын Джона Митфорда (ум. в 1761)[2]
- 1830—1886: Джон Томас Фримен-Митфорд, 2-й барон Ридсдей  (9 сентября 1805 — 2 мая 1886), единственный сын предыдущего, граф Ридсдейл с 1877 года[3].

## Граф Ридсдейл (1877)
- 1877—1886: Джон Фримен-Митфорд, 1-й граф Ридсдейл  (9 сентября 1805 — 2 мая 1886), единственный сын Джона Фримена-Митфорда, 1-го барона Ридсдейла (1748—1830)[3].

## Бароны Ридсдейл, вторая креация (1902)

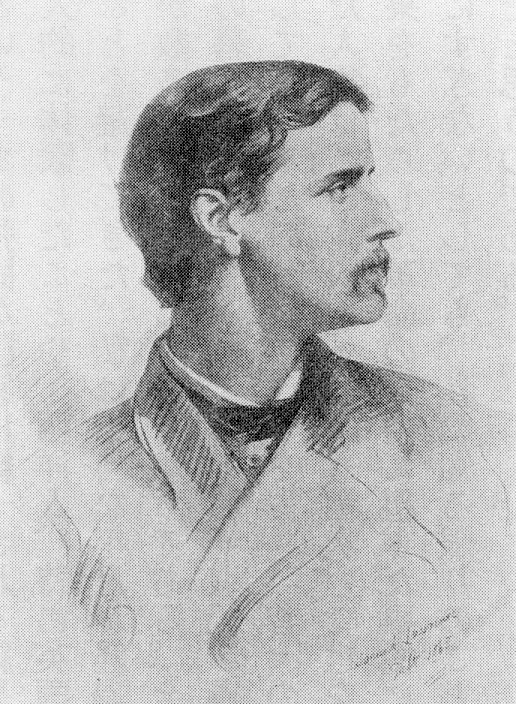
Элджернон Бертрам Фримен-Митфорд, 1-й барон Ридсдейл, портрет работы Сэмюэла Лоуренса, 1865 год

- 1902—1916: Элджернон Бертрам Фримен-Митфорд, 1-й барон Ридсдейл (24 февраля 1837 — 17 августа 1916), сын Генри Ревели Митфорда (1804—1883), внук капитана Королевских ВМФ Генри Митфорда (1769—1803), правнук историка Уильяма Митфорда (1744—1827), старшего брата Джона Фримена-Митфорда, 1-го барона Ридсдейла[4]
- 1916—1958: Дэвид Бертрам Огилви Фримен-Митфорд, 2-й барон Ридсдейл (13 марта 1878 — 17 марта 1958), второй сын предыдущего[5]
- 1958—1962: Бертрам Томас Карлейл Огилви Фримен-Митфорд, 3-й барон Ридсдейл (2 июня 1880 — 24 декабря 1962), младший брат предыдущего[6]
- 1962—1963: Джон Пауэр Бертрам Огилви Фримен-Митфорд, 4-й барон Ридсдейл (31 января 1885 — 31 декабря 1963), младший брат предыдущего[7]
- 1963—1991: Клемент Нейпир Бертрам Митфорд, 5-й барон Ридсдейд (1932—1991), единственный сын достопочтенного Эрнеста Руперта Бертрама Огилви Фримена-Митфорда (1895—1939), племянник предыдущего[8]
- 1991 — настоящее время: Руперт Бертрам Митфорд, 6-й барон Ридсдейл (род. 18 июля 1967), единственный сын предыдущего[9]
  - Наследник титула: достопочтенный Бертрам Дэвид Митфорд (род. 29 мая 2000), единственный сын предыдущего.